# 肱川
肱川（ひじかわ）は、四国の南予地方を流れる肱川水系の本流で、一級河川である。流路の全域が愛媛県内を流れている。

## 概要

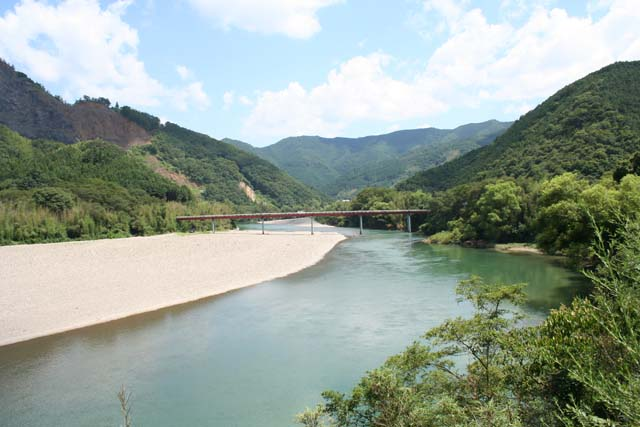
肱川（愛媛県大洲市）

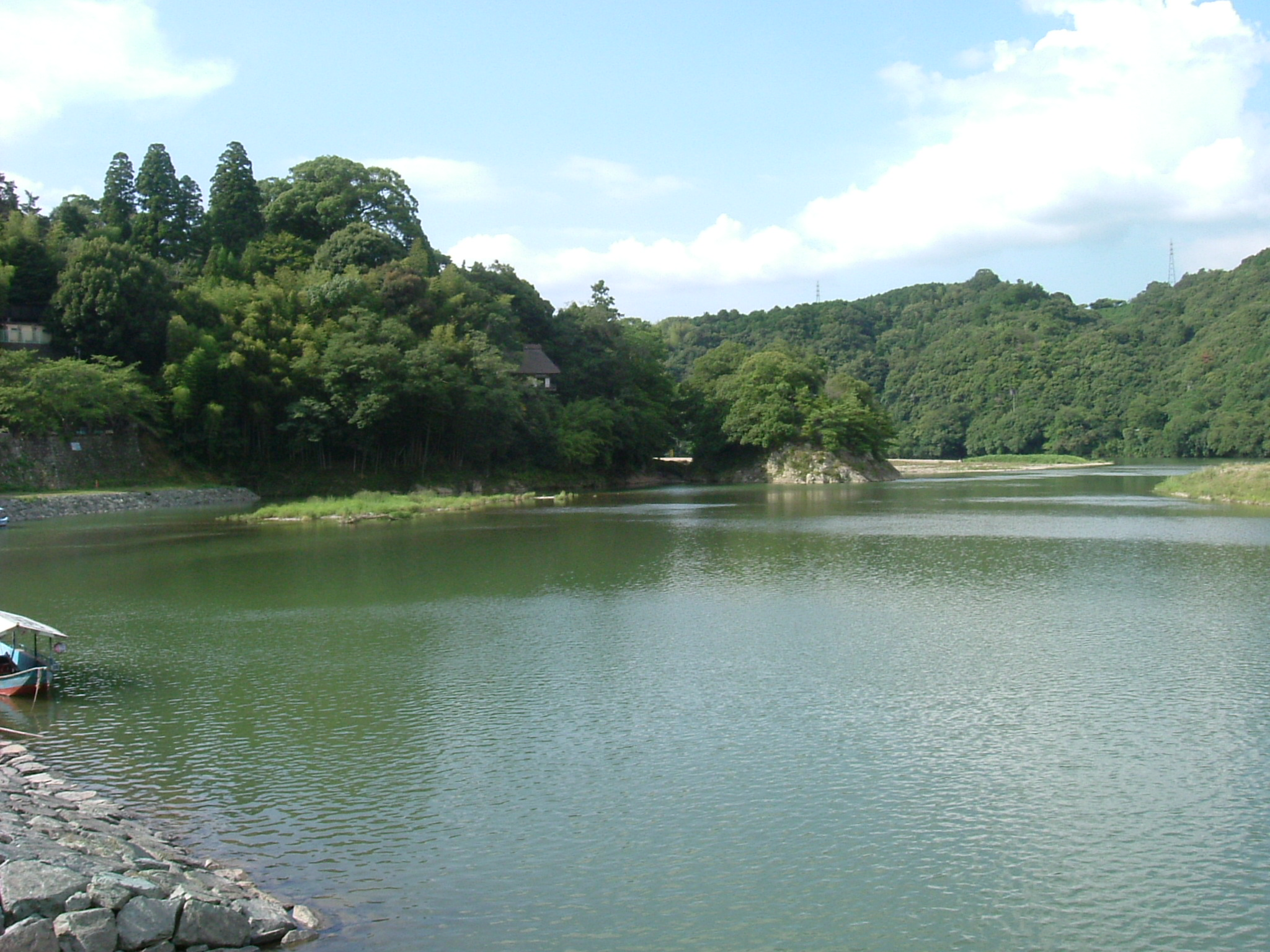
臥龍淵。ここには臥龍山荘の不老庵が建つ。

肱川に流れ込む支流は474本と多い上に、中流域に大洲盆地がある一方で、下流域は狭窄している。大洲盆地の北端である五郎（地名）から河口の長浜までの区間は、高低差が極めて小さく、両岸に山脚が迫り渓谷的な地形である。加えて大洲盆地の北東部、東大洲地区に矢落川への合流点がある。
肱川の中上流域では川沿いに点在する盆地に市街地が形成されていることから貯留型の氾濫が起こりやすい。また、下流域では大洲盆地に流入する肱川の支川が多い一方で、河川勾配が緩やかで水位が下がりにくい地形になっていることから貯留型や拡散型の氾濫が起こりやすくなっている（災害史は後述）。
肱川の水は流域だけでなく、他の場所へも導水されている。野村ダムによって堰き止められた水は、南予用水を通じて北は佐田岬半島から南は宇和島市までの南予地方一帯を潤している。特に柑橘類の果樹園にとっては欠かせない水として利用されている。一方で、流域では豪雨時に行われたダムの緊急放流によって死者が出たこともある。また、ダムの影響で、下流域の流量は人為的な変動が見られるようになった。

## 地理
肱川は西予市宇和町久保の鳥坂峠（とさかとうげ）付近に源流を発し、そこから南流して、西予市の南部で東に向きを変え、西予市野村町坂石で黒瀬川、船戸川と合流し北へと向きを変える。その後は河辺川、小田川等の支流を集め、蛇行しつつ四国山地を横断する。中流域には大洲盆地が存在する。ここで一気に開け、流れは緩やかになり、大洲市街を貫流して矢落川などと合流する。下流域は、大洲市北部にて、両岸の山が迫る渓谷状の地形から一気に瀬戸内海（伊予灘）へと流れ込んでおり、河口には水面上の三角州は形成されていない。ただし、海中には膨大な川砂が流れ込んでいる。ここまでの流路延長は103キロメートルと、四国の中では比較的長大な河川であるにもかかわらず、源流部と河口との直線距離が約6分の1の18キロメートルと、その屈曲振りが窺える。
このような場所を流れる肱川は、流域面積の約9割が山地で占められ、さらに、下流部に大規模な平野部が見られず、流域において目立つ平野部は中流域よりも上流側に存在する盆地に限られるという特異な流域像を持つ。また、肱川の河口部は比較的水深が深い上に、河川勾配も緩いため、比較的河川流量の少ない時期には河口から約12 kmの地点まで海水の流入が起こり、この付近では海棲の魚類なども観察される。一方で、肱川の下流部は、流域に建設されたダムが放流を行う際に流量が急増し、ダムが貯水している際には流量が急減など、人為的な流量の変動が目立つ場所でもある。
なお、肱川の河口の長浜には、冬期に肱川の上流の大洲盆地から吹き下ろしてくる、肱川あらしと呼ばれる局地風が吹く。しばしば大洲盆地では朝霧が発生し、この霧が風と共に長浜へと吹き降るという現象も起こる。この霧が動く様子が見える、肱川の河口部の東側の小高い場所に「肱川あらし展望公園」も整備された。

## 名称の由来
肱川と呼ばれるようになった理由については諸説があり、定かではない。
- 流路が肱のように屈曲しているからという。
- 泥土やぬかるみを「ひじ」と呼び、「比治」などの字を当てていた。「土方」（ひじかた）などもこれに由来するといわれる。こうした「ひじ」の多い川で「ひじかわ」ともいわれる。肱川は古くは、「比志川」あるいは「比治川」とも表記されていたこともこれを裏付ける（堀内統義『愛媛の地名』（2000年）から）。
- 伝説としては、1331年に伊予の守護職となった宇都宮氏が比志城（大洲城）を築いた際に、下手の石垣が何回も崩れて、石垣が築けなかったので、「おひじ」という乙女を人柱にしたところ、それ以後は石垣の崩れなくなったので、乙女の霊を慰めるために、城の下を流れる川を「比地川」（ひじかわ）と名付けたとのことである。この伝説に基づき、宇和島自動車のバスガイドにより「昔、大水を鎮めるためお肱さんという娘が人柱になったことを弔うため」という観光説明がなされている。

## 主な支流
- 黒瀬川 - 西予市[注釈 1]

- 舟戸川 - 西予市

- 河辺川 - 大洲市
- 小田川 - 喜多郡内子町から大洲市へ
  - 田渡川 - 喜多郡内子町から小田川へ合流
  - 中山川 - 伊予市から喜多郡内子町をへて小田川へ合流
- 久米川 - 大洲市
- 矢落川 - 伊予市から大洲市へ
- 大和川 - 大洲市

## 主な橋梁
- 新冨士橋（273m）[4]

大洲市には肱川にかかる唯一の沈下橋の冨士橋（長さ約48m）があったが、洪水時に水位上昇の原因になることから2023年11月から撤去工事が行われることになった。

## 利水施設

### 主なダム
- 野村ダム（西予市野村町野村） - 1982年3月完成
- 鹿野川ダム（大洲市） - 1959年3月完成

### ダムの放流
流域のダムが間欠的な放流を行うため、肱川の下流域で人為的に流量が大きく変動する。また2018年7月の豪雨の際には、野村ダム・鹿野川ダムは満水に近づき、7月7日午前6時20分に異常洪水時防災操作を行った。これはダムへの河川水の流入量をそのまま放流する操作で、いわゆる「緊急放流」とも呼ばれる。放流直前に西予・大洲両市は避難指示を出し、サイレン等による警告も行われたものの、西予市野村地区で約650戸が浸水し、5人が死亡した。この件について、国土交通省は情報伝達に課題があったことを認め、改善する方針を示した。

## 肱川流域の産業

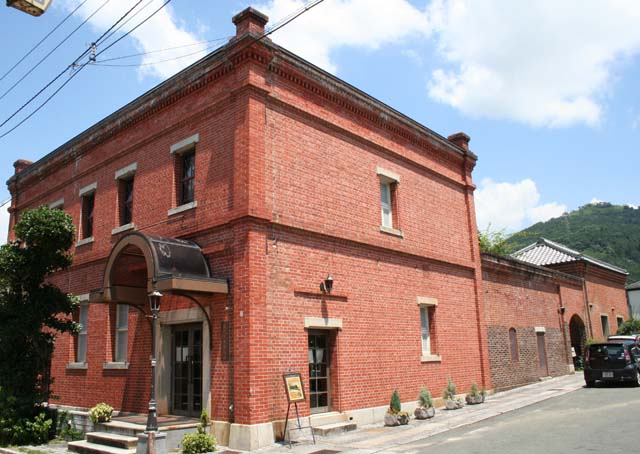
流域で盛んだった養蚕で産み出された繭を保管するために、大洲市街に大洲商業銀行が繭を保管するために建てたレンガ造りの建物。観光施設「おおず赤煉瓦館」として活用されている。

肱川の流域に見られる平地は氾濫原であったため砂地が多く、水稲の栽培よりも野菜栽培に適しており、畑が作られてきた。この畑では、大洲名物であるいもたきの材料のサトイモなども栽培されてきたほか、保存食として漬物も作られてきた。ただ、肱川の氾濫のたびに畑の境界が不明になることを避けるために、東大洲地区などでは、畑の畦道に沿うように、畑の境界を示す樹木が植えられてきた。
肱川の氾濫による洪水被害を少なくするため、肱川流域に位置していた大洲藩は、河畔に竹などを植えることを推奨した。水防林として植えられた樹種としては、竹のほかに、ムクノキやエノキが挙げられる。この中で竹を、建築資材として利用するほかに、竹工芸品が作られ、熊手、籠、竹すだれ、竹刀、物差しなどが製造され、この付近の伝統的な産業の1つになった。かつては、団扇の骨（丸亀方面に出荷）、和傘の骨（和歌山へ出荷）も製造していた。ほかに桑の木も洪水に強いとされ、推奨された。この関係で養蚕も行われ、大洲は繭の集散地であった。
また、肱川の中下流域は水量もあり、それほど急流でなかったため、かつては河川舟運が発達し、河口の長浜は木材などの集散地として栄えた。この船の通行を妨げないように、河口部の長浜大橋は可動橋として建造された。
このほか、肱川では漁業も営まれ、アユの漁が行われてきた。
また、大洲の鵜飼いは日本三大鵜飼の1つに数えられ、鵜飼いは観光資源として残っている。「肱川の鵜飼」は、昭和62年度手づくり郷土賞（水辺の風物詩）受賞。
平成16年度には愛媛県立大洲農業高等学校の取り組み「やすらきの水辺づくり」が、手づくり郷土賞（地域活動部門）受賞。

## 災害史

### 水害
大洲盆地は肱川による水害の常襲地域として知られてきた。大洲藩主の加藤家の年譜によると1688年から1860年までの173年間のうち3分の1にあたる62の年で出水の記録が残っている。
- 1943年（昭和18年）9月19日 - 集中豪雨により6.8m増水。肱川の堤防が決壊して大洲町は全町浸水する被害[10]。死者・行方不明者45人[9]。
- 1945年（昭和20年）9月 - 枕崎台風。死傷者65人[9]。
- 2018年7月7日 - 平成30年7月豪雨。死者4人、全壊392棟、大規模半壊525棟、半壊1135棟[11]。大成橋の流失を確認[11][12]（大成橋は従来よりも下流側に再建され2022年6月25日に開通した[12]）。

### 渇水
2009年4月から6月にかけて肱川では渇水となった（平成21年渇水）。記録的な少雨で4月から5月の鹿野川ダム地点の総雨量は81mmだった（ダム完成後50年間で最少）。渇水は6月30日からの梅雨前線による降水でようやく解消された。